# La cantata de Chile
La cantata de Chile è un film del 1976 diretto da Humberto Solás.
Nella pellicola viene narrato il massacro dei lavoratori del salnitro presso la Scuola Santa Maria di Iquique, avvenuto il 21 dicembre 1907.

## Riconoscimenti
- 1976 - Festival internazionale del cinema di Karlovy Vary
  - Globo di Cristallo